# Resseliella coryloides
Resseliella coryloides är en tvåvingeart som först beskrevs av Foote 1956.  Resseliella coryloides ingår i släktet Resseliella och familjen gallmyggor.
Artens utbredningsområde är Oregon. Inga underarter finns listade i Catalogue of Life.